# Regiunea Cita
Regiunea Cita (în rusă Читинская область, transliterat: Citinskaia oblast) este un subiect federal al Federației Ruse (o oblastie/ținut) din sud-estul Siberiei. Centrul administativ al regiunii este orașul Cita. Regiunea Cita are granițe internaționale întinse cu Republica Populară Chineză (998 km) și cu Mongolia (868 km) și frontiere interne cu  regiunile Irkutsk și Amur și cu republicile federale Buriatia Saha. Conține și districtul autonom (okrugul autonom) Aga Buriatia.
Teritoriul care formează azi Regiunea Cita a fost explorată pentru prima oară de cazacii conduși Piotr Beketov în 1653. Coloniștii au început să se mute și să dezvolte zona pentru ca să întărească frontiera rusă cu China și Mongolia, să extragă resurselel minerale, sau să participe la construirea calea ferată transsiberiană. În 1920, Chita a devenit capitala Republicii Orientului Îndepărtat, care s-a unit cu Rusia în 1922, cu o lună mai înainte de proclamarea Uniunii Sovietice. În 1923 a fost constituit Ținutul Zabaikalskaia, care s-a transformat în Regiunea Cita în 1937. Pe 11 martie 2007 a fost convocat un referendum pentru unirea Regiunii Cita cu districtul autonom Aga Buriatia. Populația consultată a fost de acord cu unirea, iar de pe data de 1 martie 2008 a fost formată o nouă craină (ținut): Ținutul Transbaikal. 
Regiunea are zăcăminte bogate de metale feroase, neferoase, metale prețioase, cărbune și ape minerale. În regiune se află zăcăminte foarte importate de uraniu. În Krasnokamensk se află un important combinat miner și chimic care exploatează uraniul. Teritoriul regiunii este acoperit în proporție de 60% cu păduri. Ca urmare, principalele ramuri economice ale regiunii sunt industria metalurgică, a combustibilui nuclear și a lemnului. 
Agricultura locală se bazează pe creșterea de vite, oi și  reni. Industria alimentară este dezvoltată și se bazează pe resursele locale.

### Ora locală
Regiunea Cita se află pe fusul orar al Iakuțkului (YAKT/YAKST). Diferența față de UTC este de  +0900 (YAKT)/+1000 (YAKST).